# Uropoda garciai
Uropoda garciai es una especie de arácnido del orden Mesostigmata de la familia Uropodidae.

## Distribución geográfica
Se encuentra en las islas Filipinas.